# Greatest Hits in Japan
Greatest Hits in Japan is een verzamelalbum van de Britse rockgroep Queen. De ep werd op 15 januari 2020 uitgebracht via de Universal Music Group. Het album werd enkel uitgebracht in Japan als limited edition.

## Achtergrond
Als onderdeel van The Rhapsody Tour keerde Queen met zanger Adam Lambert in januari 2020 terug in Japan. Ter gelegenheid werd een compilatiealbum uitgebracht met twaalf Queen-nummers, waar Japanse fans op hadden gestemd.
Op een formulier, die op de Japanse website van Queen verscheen, mochten fans die in Japan wonen stemmen op hun favoriete nummer van de band. Een voorwaarde was dat het nummer op een van hun vijftien studioalbums moest zijn uitgebracht. Iedereen mocht slechts een stem uitbrengen. In totaal kwamen 172 nummers in aanmerking om op het album opgenomen te worden.
In totaal kwamen er 11.988 stemmen binnen. De cd-versie van het album was enkel verkrijgbaar in Japan, terwijl een digitale versie wereldwijd beschikbaar was. Bij de cd werd ook een dvd geleverd met videoclips van de twaalf nummers op het album; bij de nummers waar geen speciale clip voor gemaakt was, werd een liveversie gebruikt.
Greatest Hits in Japan bereikte de zevende plaats in de Japanse albumlijsten. Opvallend genoeg kwam het ook in de Franse albumlijsten terecht, waar het op plaats 129 piekte.

## Tracklist
| Nr. | Titel                                   | Schrijver(s)    | Oorspronkelijke album      | Duur |
| --- | --------------------------------------- | --------------- | -------------------------- | ---- |
| 1.  | "Somebody to Love"                      | Freddie Mercury | A Day at the Races, 1976   | 4:56 |
| 2.  | "Don't Stop Me Now"                     | Mercury         | Jazz, 1978                 | 3:29 |
| 3.  | "Teo Torriatte (Let Us Cling Together)" | Brian May       | A Day at the Races         | 5:55 |
| 4.  | "Spread Your Wings"                     | John Deacon     | News of the World, 1977    | 4:34 |
| 5.  | "Killer Queen"                          | Mercury         | Sheer Heart Attack, 1974   | 2:59 |
| 6.  | "The Show Must Go On"                   | Queen (May)     | Innuendo, 1991             | 4:32 |
| 7.  | "Bohemian Rhapsody"                     | Mercury         | A Night at the Opera, 1975 | 5:55 |
| 8.  | "'39"                                   | May             | A Night at the Opera       | 3:30 |
| 9.  | "The March of the Black Queen"          | Mercury         | Queen II, 1974             | 6:39 |
| 10. | "Good Old-Fashioned Lover Boy"          | Mercury         | A Day at the Races         | 2:53 |
| 11. | "Keep Yourself Alive"                   | May             | Queen, 1973                | 3:46 |
| 12. | "Radio Ga Ga"                           | Roger Taylor    | The Works, 1984            | 5:47 |